# Polygonella
Polygonella é um género botânico pertencente à família Polygonaceae..